# Columnea
Columnea es un género de cerca de 200 especies de epifitas herbáceas y arbustivas, fanerógamas de la familia Gesneriaceae, nativa de América tropical y Caribe.
El género segregante Bucinellina es considerado por muchos botánicos un sinónimo de Columnea.

## Descripción
Hierbas o subarbustos, terrestres o epífitos, tallos erectos, decumbentes o péndulos. Hojas opuestas, los pares iguales a muy desiguales, u ocasionalmente verticiladas, láminas lineares, lanceoladas, ovadas, elípticas a obovadas, pecioladas o no. Inflorescencias axilares, de 1 o más flores; lobos del cáliz 5, libres o apenas connados; tubo de la corola cilíndrico a ventricoso, con frecuencia fuertemente zigomorfo, limbo erecto, patente o reflexo, frecuentemente más o menos connado; estambres 4, didínamos, exertos o incluidos, anteras con dehiscencia longitudinal; disco de 5 glándulas libres o reducidas a una glándula dorsal solitaria y bilobada; ovario súpero, estilo incluido o exerto, estigma bilobado o estomatomorfo. Fruto una baya globosa a ovoide.

## Taxonomía
El género fue descrito por Carlos Linneo  y publicado en Species Plantarum 2: 638. 1753. La especie tipo es: Columnea scandens L. 
Etimología
El nombre del género fue nombrado en honor de Fabio Colonna (en latín Fabius Columnus) (1567-1640), profesor de botánica en Nápoles. Él fue el primer ilustrador en placas de cobre.

## Especies
- Columnea anisophylla DC.
- Columnea antiocana (Wiehler) J.F.Sm.
- Columnea crassifolia Brongn. ex Lem.
- Columnea elongatifolia L.P.Kvist & L.E.Skog
- Columnea ericae Mansf.
- Columnea flexiflora L.P.Kvist & L.E.Skog
- Columnea glabra Oerst.
- Columnea hirta Klotzsch & Hanst.
- Columnea lepidocaula
- Columnea magnifica
- Columnea microcalyx
- Columnea microphylla Klotzsch & Hanst. ex Oerst.
- Columnea orientandina (Wiehler) L.P.Kvist & L.E.Skog
- Columnea scandens L.
- Columnea tuerckheimii Sprague
- Columnea Linearis Oerst